# Frea basalis
Frea basalis är en skalbaggsart som beskrevs av Jordan 1894. Frea basalis ingår i släktet Frea och familjen långhorningar.
Artens utbredningsområde är:
- Angola.
- Gabon.
- Nigeria.

Inga underarter finns listade i Catalogue of Life.